# Pentazol
O Pentazol é uma molécula química aromática de fórmula HN5 que consiste em um anel de cinco átomos de nitrogênio, um dos quais se liga a um átomo de hidrogênio. Apesar de se tratar de uma molécula inorgânica homocíclica, o pentazol tem sido historicamente classificado como parte do grupo de compostos heterocíclicos azol, que inclui o pirrol, o imidazol, os triazois e tetrazois.

## Derivados
Os compostos substituídos análogos ao pentazol são chamados pentazois. Enquanto uma classe de compostos, são instáveis e frequentemente explosivos. O primeiro pentazol sintetizado foi o fenilpentazol, no qual o anel pentazoico é altamente estabilizado por conjugação com o anel fenil.
O 4-dimetilaminofenilpentazol está entre os pentazois mais estáveis conhecidos, apesar de se decompor em temperaturas superiores a 50°C. Grupos doadores de elétrons estabilizam os pentazois ligados a radicais arila.

## Íons
O cátion cíclico pentazólio (
N+
5) não é conhecido devido ao seu provável caráter anti-aromático, enquanto que o cátion pentazênio(
N+
5), de cadeia aberta, é conhecido.
Em 2002, o ânion pentazolato foi detectado pela primeira vez. Em 2016, o íon também foi detectado em solução e, no mesmo ano, a síntese do ânion pentazolato foi descrita com a preparação do sal CsN5 sob condições drásticas.